# (100889) 1998 HU117
(100888) 1998 HH117 es un asteroide perteneciente al cinturón de asteroides, región del sistema solar que se encuentra entre las órbitas de Marte y Júpiter, más concretamente a la familia de 1998FT121, descubierto el 23 de abril de 1998 por el equipo del Lincoln Near-Earth Asteroid Research desde el Laboratorio Lincoln, Socorro, Nuevo México, Estados Unidos.

## Designación y nombre
Designado provisionalmente como 1998 HH117. 

## Características orbitales
1998 HH117 está situado a una distancia media del Sol de 2,357 ua, pudiendo alejarse hasta 2,598 ua y acercarse hasta 2,116 ua. Su excentricidad es 0,102 y la inclinación orbital 7,833 grados. Emplea 1322,14 días en completar una órbita alrededor del Sol.

## Características físicas
La magnitud absoluta de 1998 HH117 es 16,2. 